# Björn Goldschmidt
Björn Goldschmidt (ur. 3 grudnia 1979 w Karlsruhe) – niemiecki kajakarz, brązowy medalista olimpijski, mistrz i wicemistrz świata.
Brązowy medalista igrzysk olimpijskich w Pekinie w 2008 roku w konkurencji K-4 (razem z Normanem Bröcklem, Torstenem Eckbrettem i Lutzem Altepostem) na 1000 m. Zdobywca ósmego miejsca na 1000 m w K-1 podczas igrzysk w Atenach. Jest dwukrotnym medalistą mistrzostw świata w konkurencji kajaków, mistrzem świata z 2007 roku.